# Yassir Al-Taifi
Yassir Al-Taifi (10 de maio de 1971) é um ex-futebolista profissional saudita, que atuava como defensor.

## Carreira
Yassir Al-Taifi fez parte do elenco da Seleção Saudita de Futebol da Copa do Mundo de 1994. 